# IC 4081
IC 4081 ist eine elliptische Galaxie vom Hubble-Typ E3 im Sternbild Coma Berenices am Nordsternhimmel. Sie ist rund 450 Millionen Lichtjahre von der Milchstraße entfernt.
Im selben Himmelsareal befinden sich u. a. die Galaxien IC 3994, IC 4014, IC 4017, IC 4137.
Das Objekt wurde am 27. Januar 1904 von Max Wolf entdeckt.